# Agostino di Duccio

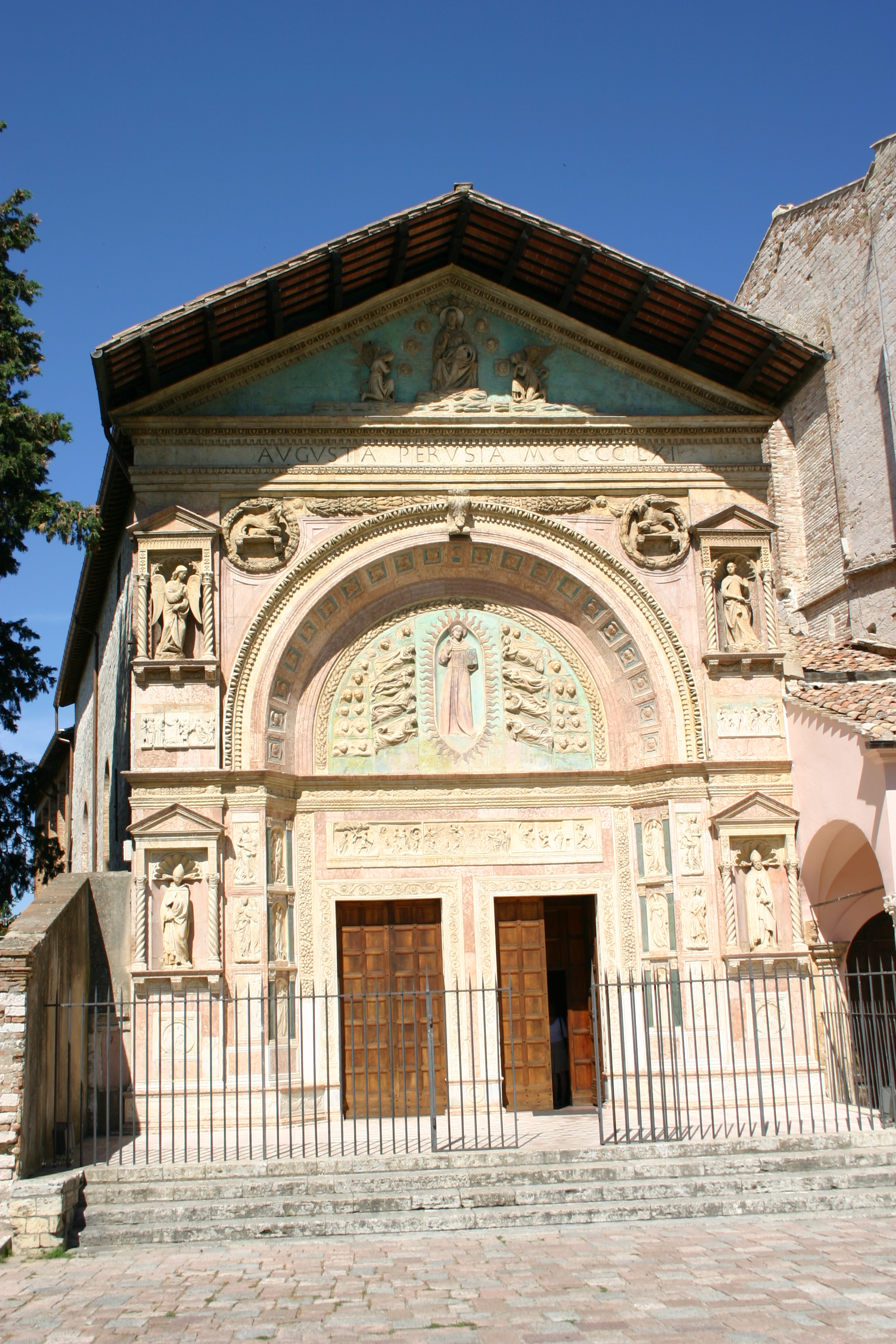
Fachada de mármore do Oratório de São Bernardino em Perugia.

Agostino di Duccio (Florença, 1418 — Perugia, post 1481) foi um escultor renascentista italiano.
Ainda muito jovem, trabalhou como mercenário a serviço do capitão Giovanni da Tolentino. Como escultor, trabalhou em Prato com Donatello e Michelozzo, que exerceram grande influência sobre sua obra. Em 1442, assina com o nome "Augustinus de Florentia" um relevo representando a história de São Gemignano, feito para o altar do Duomo de Módena, sob a encomenda de Ludovico Forni. O altar foi posteriormente desmontado e o relevo foi colocado no exterior do Duomo.
Em 1446, Agostino foi desterrado de sua cidade natal, acusado de um furto de peças de prataria do convento da SS. Annunziata em Florença. O escultor encontra-se em Rimini, três anos depois, onde permanece até 1455, ocupado na decoração do Templo Malatestiano, sob a direção do escultor e arquiteto Matteo de' Pasti.
Em 1457, muda-se para Perugia, a fim de executar a fachada de mármore do oratório de San Bernardino, terminado em 1461. Na principal cidade Úmbria, esculpe um altar para a igreja de São Lourenço, datável de 1459.
Deixando Perugia em 1463, Agostino se estabelece em Bolonha, onde realizaria o modelo da fachada da Basílica de São Petrônio, mas passado apenas um ano reaparece em Florença. Modela, então, uma escultura colossal em terracota para a fachada do Duomo; seus conterrâneos colocam à sua disposição um enorme bloco de mármore escavado em Carrara e o encarregam de realizar outro gigante para ornar a igreja principal. O escultor determinou que um artífice fizesse o esboço no mármore, mas este avariou tanto o bloco que causou o cancelamento da encomenda. Do que restou do mármore, abandonado nos depósitos da Opera del Duomo, Michelangelo esculpiu o famoso David.
Deixando novamente a cidade natal, Agostino voltou à Perugia, onde foi ativo como arquiteto e escultor na porta da basílica de São Pedro (1473), no altar da Pietà, no Duomo, e na fachada do oratório da Maestà delle Volte. Cada vez mais aderiu aos modos da cultura local, como é possível observar em suas obras tardias, como o túmulo do bispo Gerldini e no Duomo de Amélia. O último documento a recordá-lo em vida data de 1481.